# Ranunculus anatolicus
Ranunculus anatolicus är en ranunkelväxtart som beskrevs av Akkemik, Akalinözhatay. Ranunculus anatolicus ingår i släktet ranunkler, och familjen ranunkelväxter. Inga underarter finns listade i Catalogue of Life.